# 圣神教堂 (普罗旺斯地区艾克斯)
圣神教堂（Église du Saint-Esprit）是一座罗马天主教教堂，位于普罗旺斯地区艾克斯 rue Espariat 40号。它兴建于18世纪。
1985年被列为法国历史古迹。